# Vatavalkama
Vatavalkama är en ö i Finland. Den ligger i sjön Saimen och i kommunen Ruokolax i den ekonomiska regionen  Imatra ekonomiska region  och landskapet Södra Karelen, i den södra delen av landet, 240 km nordost om huvudstaden Helsingfors. Öns area är 24,5 hektar och dess största längd är 0,8 kilometer i öst-västlig riktning.